# Michel Vennat
Michel Vennat (né en 1941 à Montréal), avocat québécois. 

## Biographie
Il fait ses études au Collège Jean-de-Brébeuf, commence ses études de droit à l'Université Laval en première et deuxième année de première cycle en 1961 et 1962 avant de les terminer à l'Université de Montréal et à l'Université d'Oxford (boursier Rhodes).
Après avoir travaillé au ministère des Affaires extérieures du Canada de 1965 à 1967, il devient adjoint spécial au ministre des Finances puis au bureau du premier ministre Pierre Elliott Trudeau (1967-1970) comme assistant administratif et assistant spécial. 
Il est président du Conseil pour l'unité canadienne de 1994 à 1996, président du conseil d'administration puis président et chef de l'exécutif de la Banque de développement du Canada (1998-2004). Il est congédié de son poste le 12 mars 2004 pour avoir congédié l'ancien président, François Beaudoin, dans une histoire de prêt refusé à Yvon Duhaime, propriétaire de l'Auberge Grand-Mère, un ami du premier ministre, Jean Chrétien.

## Honneurs
- 1995 - Officier de l'Ordre du Canada